# Arvind Krishna
Arvind Krishna (né le 23 novembre 1962 dans le district du Godavari occidental) est un chef d'entreprise américano-indien.
Il est depuis 2020 le PDG du groupe IBM. Il remplace Virginia Rometty.

## Biographie
Il naît dans une famille de l'Andhra Pradesh. Son père, Vinod Krishna, est officier dans l'armée de l'Inde, et devient Major General. Il fait des études secondaires dans l'une des Stanes Schools (en), puis à la St Joseph's Academy, Dehradun (en). Il obtient ensuite un bachelor de l'Institut indien de technologie de Kanpur, puis un Ph.D. de l'Université de l'Illinois à Urbana-Champaign.
Krishna entre à IBM en 1990 comme ingénieur, et il y fait toute sa carrière. Il travaille pendant 18 ans au Thomas J. Watson Research Center, où il fait de nombreuses publications scientifiques. En 2009, il devient manager général de IBM Information Management (bases de données), puis manager général de IBM Systems and Technology Group’s development and manufacturing (développement de systèmes). En 2015, il est nommé senior vice-president de IBM Research. Ensuite il devient senior vice-president de la division du Cloud computing et de l'IA. Dans ce dernier poste, il s'occupe de l'acquisition de Red Hat par IBM en 2018-2019.
Il devient patron de IBM à partir du 6 avril 2020. Il arrive à doubler le chiffre d'affaires de 2020 à 2025 en appliquant une stratégie centrée sur la création de valeur chez les clients.

## Vie privée
Il est marié et père de 2 enfants.